# 5547 Акадіау
5547 Акадіау (1980 LE1, 1984 JW, 1990 VQ3, 5547 Acadiau) — астероїд головного поясу, відкритий 11 червня 1980 року.
Тіссеранів параметр щодо Юпітера — 3,361.